# Каубі (Міссо)
Каубі (ест. Kaubi) — село в Естонії, входить до складу волості Міссо, повіту Вирумаа.